# صفاء الهاشم
صفاء عبد الرحمن عبد العزيز سعود الهاشم (14 أبريل 1964 -)، هي نائبة سابقة في مجلس الأمة الكويتي.

## سيرتها
وُلدت صفاء الهاشم في الكويت، وقد تُوفي والدها وهي في سن الثانية من عمرها، تزوجت في سن صغير وأنجبت ثلاثةً من الأبناء الذكور، حصلت على ليسانس آداب لغة إنجليزية من جامعة الكويت ودبلوم عالي إدارة تنفيذية من جامعة هارفارد وحاصلة أيضًا على دبلوم عالي في التنمية البشرية من جامعة بنسيلفانيا بالولايات المُتحدة الأمريكية، كما شغلت منصب رئيس مجلس إدارة وعضوًا مُنتدبًا لشركة Advantage (أدفانتج) للاستشارات الإدارية والاقتصادية.

## انتخابات مجلس الأمة
| الانتخابات           | الدائرة الانتخابية | المركز            | عدد الأصوات | النتيجة        |
| -------------------- | ------------------ | ----------------- | ----------- | -------------- |
| انتخابات فبراير 2012 | الدائرة الثالثة    | المركز الرابع عشر | 5,021 صوت   | خسرت           |
| انتخابات ديسمبر 2012 | الدائرة الثالثة    | المركز الرابع     | 2,622 صوت   | فازت           |
| انتخابات 2013        | الدائرة الثالثة    | المركز الخامس     | 2,036 صوت   | فازت - استقالت |
| انتخابات 2016        | الدائرة الثالثة    | المركز الخامس     | 3,273 صوت   | فازت           |
| انتخابات 2020        | الدائرة الثالثة    | المركز 30         | 430 صوت     | خسرت           |

## الجوائز
- 2009: سيدة أعمال العام.[6]
- 2007: الرئيسة التنفيذية للسنة - CEO Middle East[7]

## قضاياها الجدلية والعمالة الوافدة
قدمت مشروع قانون في عام 2014 لإلغاء الفقرة الخامسة من المادة الرابعة لقانون الجنسية الكويتية، وهي التي تشترط أن يكون طالب الجنسية الكويتية مسلمًا.، كما وصفت آراء صفاء بأنها ضد العمالة الوافدة، خصوصا المصرية. ذكرت سابقًا رأيها حول التركيبة السكانية والعمالة الوافدة داخل الكويت، حيث قالت: «ما عندي عداوة مع أحد، عندي عداوة مع من يستغل وطني، ويستهلك مواردي»، وأضافت: «عندي تهالك في رمانة ميزاني، عندي 4 مليون، 3 مليون وافدين، ومليون مواطنين، الجالية المصرية الأكبر، ثم الهندية ثم الفلبينية. هؤلاء عمالات هامشية، وقضاة، شحوم زائدة تقعد على جسد الدولة الكويتية.» وترى صفاء «ضرورة عودة الوافدين إلى بلادهم» وصف البعض آراء صفاء بأنها عُنصرية، وردت على ذلك: «يقولون إنني عنصرية، إذا كان دفاعي عن حرية الشعب ومصالحُه وأمواله، عنصرية، أنا كُلي شرف أن أكون عنصرية.»
في نوفمبر 2018، حدثت مشاجرة بين مصرية وثلاثة كويتيات في الكويت، وجذبت القضية الاهتمام، وعلقت على ذلك وزيرة الهجرة المصرية بأن «كرامة المصري وبالأحرى كرامة المرأة المصرية خط أحمر، لكننا نحترم السلطة الكويتية والقضاء الكويتي»، وردت الهاشم على الوزيرة المصرية: «عزيزتي وزيرة الهجرة أو وزيرة الكرامة، طالما أن حضرتك تحترمين السلطة الكويتية والقضاء الكويتي، كان الأجدر بك عدم التطرق إلى مسألة الكرامة وأسلوب دغدغة المشاعر؛ كونك تعرفين حق المعرفة حرص السلطات الكويتية والقضاء الكويتي على كرامات الناس، وانتصارهم على مر التاريخ للضعيف قبل القوي ولا داعي للتكسب السياسي والإعلامي، من خلال الغمز واللمز على الخشية من العبث في كرامات ناس أكرمناهم أكثر مما أكرمهم بلدهم، حتى بات البعض منهم يتعدى الخط الأحمر للمواطن الكويتي، ويعبث في مصير حياته اليومية والوظيفية، (وإن كنتم نسيتوا اللي جرى، هاتوا الدفاتر تنقرا)، “بما أن هرمون الكرامة مرتفع، كنت أتمنى أن أسمع منك حروفًا بسيطة، أو حبيبات كرامة تنثرينها في وسائل الإعلام البريطانية، حول فاجعة سحل فتاة مصرية من قبل 10 فتيات في نوتنغهام أدت إلى وفاتها، حتى نستطيع مشاهدة الحلقة الأخيرة من مسلسل بقائك على كرسي الوزارة.» وتلقى تعليق الهاشم انتقادات واسعة من قبل إعلاميين وبرلمانيين وكتاب مصريين وكويتيين، وقدم محامون مصريون دعاوى قضائية ضدها.

## أبرز مواقفها في مجلس الأمة

### مجلس الأمة ديسمبر 2012
| الكتلة البرلمانية                         | الكتلة الليبرالية الكويتية |
| تأجيل استجواب الوزير هاني حسين (2013)     | موافقة                     |
| تأجيل استجواب الوزير مصطفي الشمالي (2013) | موافقة                     |
| تحويل جلسة الشريط إلى سرية (2014)         | وافقت على سرية الجلسة      |
| تأجيل استجواب الوزير أحمد الحمود (2013)   | موافقة                     |
| التصويت على مرسوم الصوت الواحد (2013)     | موافقة                     |

### مجلس الأمة 2016
| استجواب الوزيرة هند الصبيح (يناير 2018)                  | ضد الاستجواب |
| استجواب الوزير بخيت الرشيدي (2018)                       | مع الاستجواب |
| استجواب الوزيرة هند الصبيح (مايو 2018)                   | ضد الاستجواب |
| استجواب الوزير خالد الروضان (2019)                       | ضد الاستجواب |
| استجواب الوزير محمد الجبري (2019)                        | مع الاستجواب |
| استجواب الوزير نايف الحجرف (2019)                        | ضد الاستجواب |
| استجواب الوزير براك الشيتان (2020)                       | مع الاستجواب |
| استجواب الوزير أنس الصالح (أغسطس 2020)                   | ضد الاستجواب |
| استجواب الوزير سعود هلال الحربي (أغسطس 2020)             | مع الاستجواب |
| استجواب الوزير سعود هلال الحربي (سبتمبر 2020)            | مع الاستجواب |
| استجواب الوزير أنس الصالح (سبتمبر 2020)                  | ضد الاستجواب |
| تصويت فتح باب ما يستجد من أعمال (تعديل النظام الانتخابي) | غير موافق    |